# Retznei
Retznei est une ancienne commune autrichienne du district de Leibnitz en Styrie.